# 아메리카독도마뱀
아메리카독도마뱀(Heloderma suspectum)은 독도마뱀과 독도마뱀속에 속하는 도마뱀의 일종이다. 별명이 힐라몬스터(Gila monster)로 "힐라 강의 괴물"이라는 뜻이다.

## 분포
미국 (애리조나주, 캘리포니아주, 콜로라도주, 뉴멕시코주, 유타주), 멕시코 (소노라주)에 서식한다.

## 형태
길이는 20-40cm이며 최대 50cm정도이다. 체색은 검은색 또는 흑갈색으로, 주황색 혹은 분홍색의 얼룩무늬가 들어간다.
- H. s. cinctum - 주황색 또는 분홍색 그물모양의 얼룩무늬가 있다.
- H. s. suspectum - 주황색 또는 분홍색 가로줄이 있다.

### 독
물리면 심한 통증이나 환부의 부기, 부종, 현기증, 구역질, 오한, 아나필락스 허탈 등의 증상이 나타난다. 건강한 성인이 물려 사망하는 경우는 극히 드물다.

## 분류
얼룩무늬 형태 이외에 아종의 구분점이 없는 경우나 중간적인 개체가 눈에 뜨이는 경우, 그리고 분자계통학의 연구결과 등에서 아종의 유효성을 의심하기도 한다.
- Heloderma suspectum cinctum　Bogert & Martên Del Campo, 1956
- Heloderma suspectum suspectum　Cope, 1867

## 같이 보기
- 멕시코독도마뱀